# NIO・EP9
NIO EP9は2016年に上海蔚来汽車から発売された2ドアクーペの電気自動車。

## 概要
2ドアのクーペで2018年にニュルブルクリンクのノルドシュライフェ（北コース：20.832km）で6分45秒25の最速記録を樹立した。これは当時内燃機関の車両も含めた市販車の最速ラップタイムで現在も電気自動車として最速のラップタイムである。最高速度は313km/h、0-200km/h加速は7.1秒で1充電で424kmの走行が可能。

### 外装
複合材製で空力が考慮されている。

### 機構
モーターは各車輪に1基があり、全輪を駆動する。

## ギャラリー

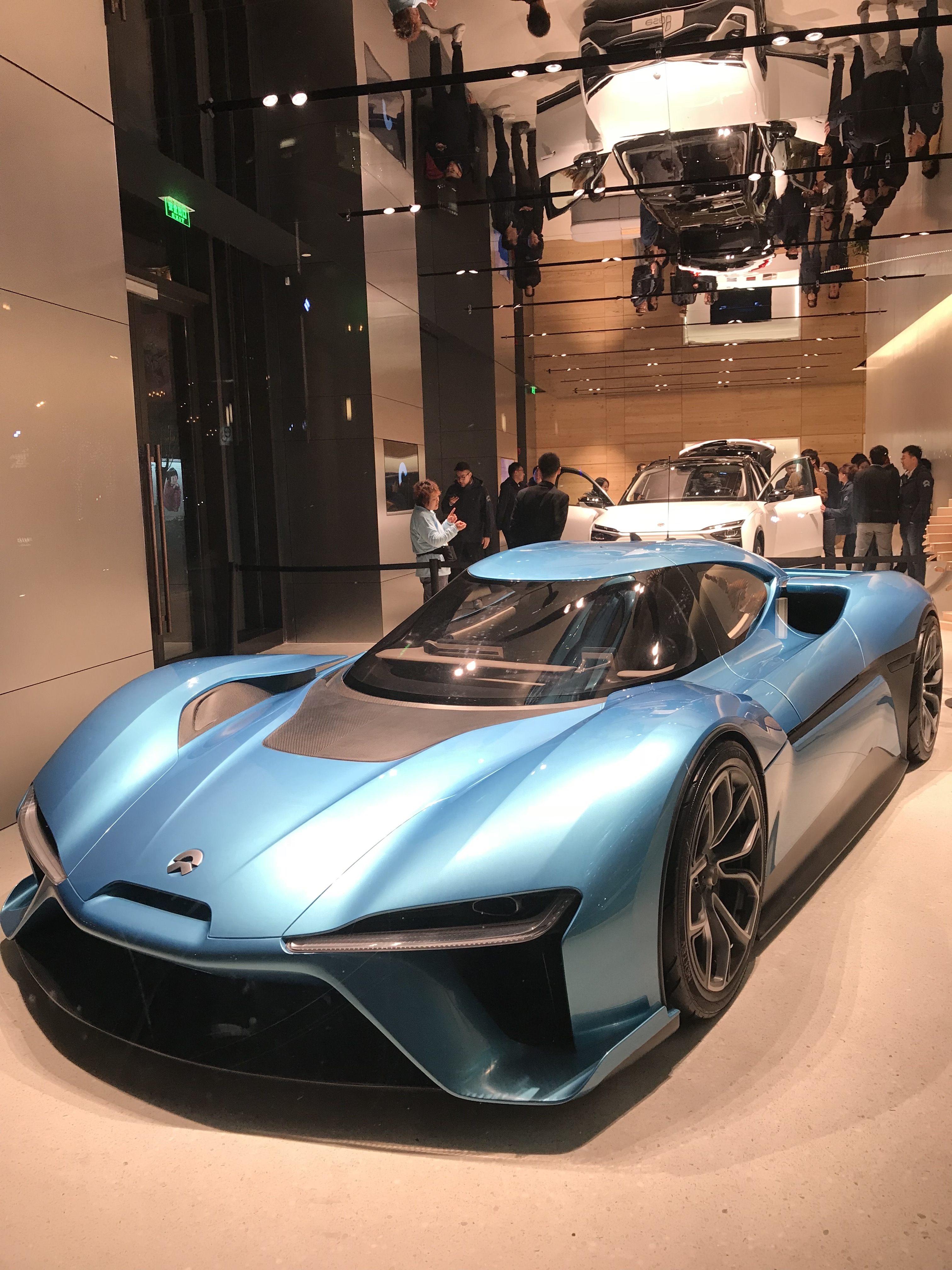
前方から見たEP9
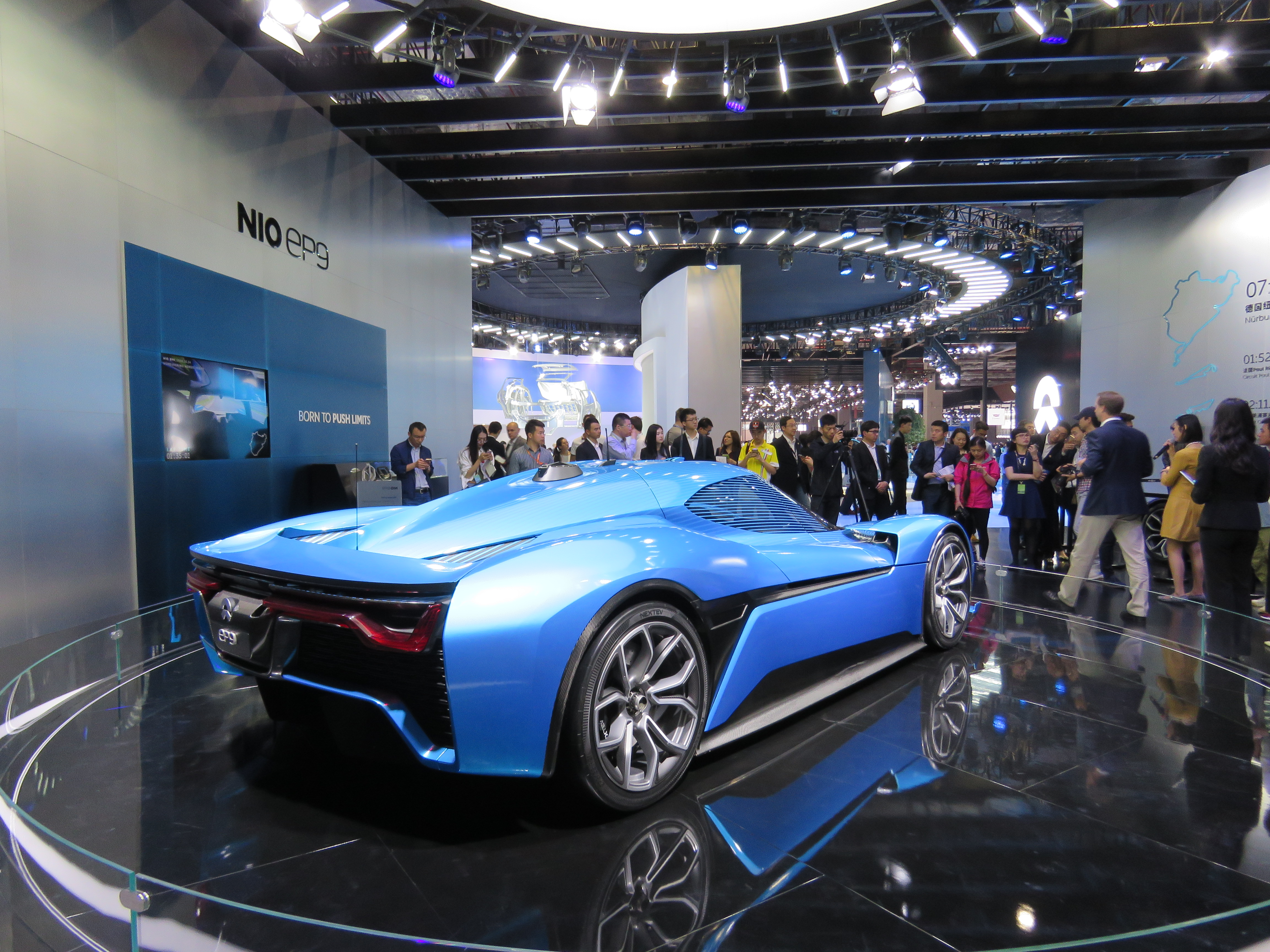
後部から見たEP9
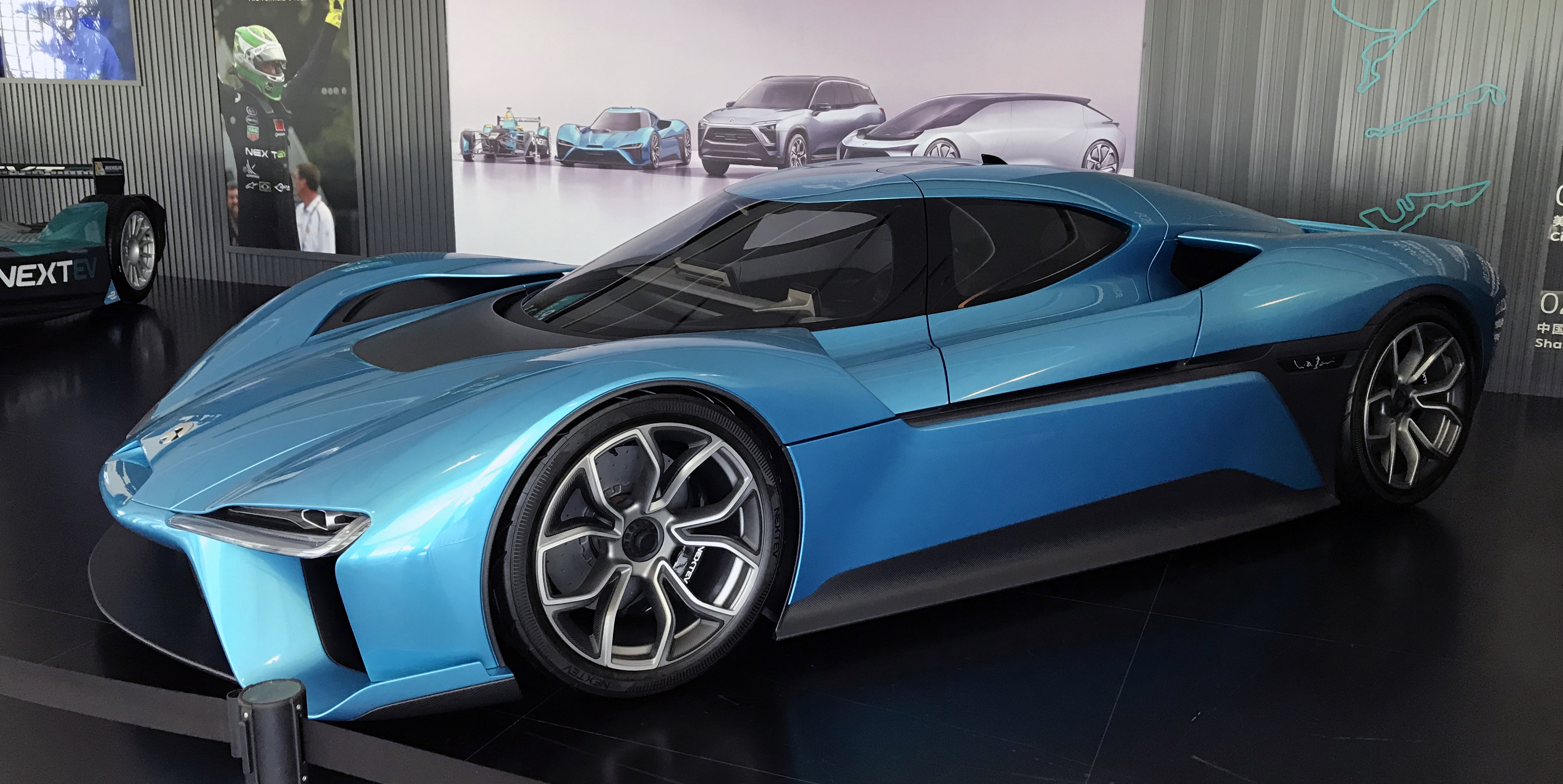
横から見たEP9